# Smotrytch (commune urbaine)
Smotrytch (ukrainien : Смотрич, russe : Смотрич) est une commune urbaine de l'oblast de Khmelnytskyï, en Ukraine. Elle compte 1 749 habitants en 2021.